# NHL Entry Draft 1985
NHL Entry Draft 1985 był 23. draftem NHL w historii. Odbył się w dniu 15 czerwca w Metro Toronto Convention Centre w Toronto.

## Draft 1985

### Runda 1
| #  | Zawodnik            | Narodowość        | Drużyna NHL                                  | Klub macierzysty                            |
| -- | ------------------- | ----------------- | -------------------------------------------- | ------------------------------------------- |
| 1  | Wendel Clark (O)    | Kanada            | Toronto Maple Leafs                          | Saskatoon Blades (WHL)                      |
| 2  | Craig Simpson (LS)  | Kanada            | Pittsburgh Penguins                          | Michigan State University (CCHA)            |
| 3  | Craig Wolanin (O)   | Stany Zjednoczone | New Jersey Devils                            | Kitchener Rangers (OHL)                     |
| 4  | Jim Sandlak (PS)    | Kanada            | Vancouver Canucks                            | London Knights (OHL)                        |
| 5  | Dana Murzyn (O)     | Kanada            | Hartford Whalers                             | Calgary Wranglers (WHL)                     |
| 6  | Brad Dalgarno (PS)  | Kanada            | New York Islanders (z Minnesota North Stars) | Hamilton Steelhawks (OHL)                   |
| 7  | Ulf Dahlen (PS)     | Szwecja           | New York Rangers                             | Östersunds IK                               |
| 8  | Brent Fedyk (PS)    | Kanada            | Detroit Red Wings                            | Regina Pats (WHL)                           |
| 11 | Dave Manson (O)     | Kanada            | Chicago Black Hawks                          | Prince Albert Raiders (WHL)                 |
| 13 | Derek King (LS)     | Kanada            | New York Islanders                           | Sault Ste Marie Greyhounds (OHL)            |
| 14 | Calle Johansson (O) | Szwecja           | Buffalo Sabres                               | Västra Frölunda HC                          |
| 16 | Tom Chorske (LS)    | Stany Zjednoczone | Montreal Canadiens                           | Minneapolis Southwest High School (USHS–MN) |

### Runda 2
| #  | Zawodnik             | Narodowość        | Drużyna NHL                               | Klub macierzysty                 |
| -- | -------------------- | ----------------- | ----------------------------------------- | -------------------------------- |
| 24 | Sean Burke (B)       | Kanada            | New Jersey Devils                         | Toronto Marlboros (OHL)          |
| 27 | Joe Nieuwendyk (C)   | Kanada            | Calgary Flames (z Minnesota North Stars)  | Cornell University (ECAC)        |
| 28 | Mike Richter (B)     | Stany Zjednoczone | New York Rangers                          | Northwood School (USHS–NY)       |
| 32 | Eric Weinrich (B)    | Stany Zjednoczone | New Jersey Devils (z Chicago Black Hawks) | North Yarmouth Academy (USHS–ME) |
| 36 | Jason LaFreniere (C) | Kanada            | Quebec Nordiques                          | Hamilton Steelhawks (OHL)        |

### Runda 5
| #   | Zawodnik         | Narodowość | Drużyna NHL    | Klub macierzysty |
| --- | ---------------- | ---------- | -------------- | ---------------- |
| 101 | Esa Keskinen (C) | Finlandia  | Calgary Flames | TPS              |

### Runda 9
| #   | Zawodnik        | Narodowość     | Drużyna NHL    | Klub macierzysty |
| --- | --------------- | -------------- | -------------- | ---------------- |
| 182 | Jiří Šejba (LS) | Czechosłowacja | Buffalo Sabres | Dukla Jihlava    |

### Runda 11
| #   | Zawodnik          | Narodowość | Drużyna NHL       | Klub macierzysty |
| --- | ----------------- | ---------- | ----------------- | ---------------- |
| 214 | Igor Łarionow (C) | ZSRR       | Vancouver Canucks | CSKA Moskwa      |

Legenda: B – bramkarz, O – obrońca, C – center, LS – lewoskrzydłowy, PS – prawoskrzydłowy.